# Colonia Guerrero, Acapulco de Juárez
Colonia Guerrero är en ort i Mexiko.   Den ligger i kommunen Acapulco de Juárez och delstaten Guerrero, i den södra delen av landet, 270 km söder om huvudstaden Mexico City. Colonia Guerrero ligger 139 meter över havet och antalet invånare är 910.
Terrängen runt Colonia Guerrero är kuperad. Runt Colonia Guerrero är det tätbefolkat, med 397 invånare per kvadratkilometer. Närmaste större samhälle är Xaltianguis, 12,6 km nordväst om Colonia Guerrero. I omgivningarna runt Colonia Guerrero växer huvudsakligen savannskog.